# Jef Denynplein
Het Jef Denynplein is een plein in Mechelen gelegen aan de vliet de Melaan.
Het plein is op 26 juni 1952 genoemd naar Jef Denyn, stadsbeiaardier van Mechelen. Sinds 2006 werd de vliet Melaan weer opengelegd om water terug in de historische binnenstad te brengen.